# Жубер, Жозеф
Жозе́ф Жубе́р (фр. Joseph Joubert; 7 мая 1754, Монтиньяк — 4 мая 1824, Париж) — французский писатель-моралист.

## Биография
Жозеф Жубер родился 7 мая 1754 года в городе Монтиньяке департамента Дордонь.
Был учителем в провинции, а с 1778 года поселился в Париже, где поддерживал хорошие отношения с энциклопедистами, был литературным секретарем Дени Дидро. Разделяя идеи энциклопедистов, он не переставал, однако, быть христианином.
В 1790 году, после смерти отца, вернулся в Монтиньяк, был избран там судьёй. В 1792 году подал в отставку, вернулся в Париж, женился.
В 1808—1815 годах — инспектор императорского университета. Не будучи лично заинтересован в политике, Жубер внимательно следил за политической и общественной жизнью Франции. Он был одним из первых ценителей Шекспира во Франции и с самого начала примкнул к романтизму.
Жозеф Жубер умер 4 мая 1824 года в Париже.

## Творчество
Придавал громадное значение стилю, подолгу трудился над тем, чтобы придать своим идеям форму кратких, художественно завершённых изречений. Помимо стиля, афоризмы Жубера интересны как тонкие суждения по вопросам искусства, литературы и жизни вообще. 
Жубер не печатал своих произведений при жизни. Из оставленных им рукописей Шатобриан, который дружил с Жубером, составил в 1838 году томик его «Pensées», а в 1842 году племянник Жубера, Поль Рейналь, издал «Pensées, essais, maximes et correspondance de Joubert».

## Наследие и признание
Первое полное издание «Дневников» вышло в 1938 году. Фрагментарное письмо Жубера, оригинальность его мысли и тонкий вкус к новому были оценены в XX веке. Его сочинения переведены на многие языки (на английский — П. Остером).

## Публикации на русском языке
- Дневники. Заметки и статьи// Эстетика раннего французского романтизма. Москва: Искусство, 1982,с. 308—395 (История эстетики в памятниках и документах).